# TOUCH (土岐麻子のアルバム)
『TOUCH』（タッチ）は、日本のミュージシャン土岐麻子の通算12枚目のスタジオ・アルバムである。2009年1月14日発売。発売元はrhythm zone。

## 概要
- 川口大輔と奥田健介（NONA REEVES）が共同でプロデュースを担当。岸田繁（くるり）、さかいゆう、松本良喜、ヨハン・クリスター・シュッツ、堀込泰行（キリンジ）、GOODINGS RINA、田中義人（ex.MONDO GROSSO）らが参加。

## 収録曲
1. SUPERSTAR [5:10]
作詞：土岐麻子、作曲：川口大輔
2. How Beautiful [5:21]
土岐麻子・川口大輔、作曲：さかいゆう
ユニクロ『メリノウール』CMソング
3. Waltz for Debby [3:58]
作詞：ビル・エヴァンス、作曲：LEES GENE
日産『TEANA』CMソング。ビル・エヴァンスのカバー
4. FOOLS FALL IN LOVE sings with 堀込泰行 [5:03]
作詞：グディングス・リナ、作曲：奥田健介
5. ホロスコープ [4:52]
作詞：土岐麻子、作曲：川口大輔
6. BIRTHDAY CAKE [4:26]
作詞：土岐麻子、作曲：松本良喜
『ゆめタウン広島』CMソング
7. smilin' [3:34]
作詞：土岐麻子、作曲：川口大輔
8. ブルー・バード with air plants [5:08]
作詞：土岐麻子、作曲：奥田健介
9. Let the sunlight in [3:49]
作詞・作曲：ヨハン・クリスター・シュッツ
10. ふたりのゆくえ [4:59]
作詞・作曲：岸田繁